# Serradiel
Serradiel es una localidad española del municipio de Casas-Ibáñez, perteneciente a la provincia de Albacete, en la comunidad autónoma de Castilla-La Mancha.

## Historia
Hacia mediados del siglo XIX, el lugar era mencionado como una aldea perteneciente a Jorquera. Aparece descrito en el decimocuarto volumen del Diccionario geográfico-estadístico-histórico de España y sus posesiones de Ultramar de Pascual Madoz de la siguiente manera:

SERRADIEL: ald. en la prov. de Albacete, part. jud. de Casas Ibañez, térm. jurisd. de Jorquera.
(Madoz, 1849, p. 201)

En la actualidad pertenece al municipio de Casas-Ibáñez. En 2022, el núcleo de población tenía empadronados 6 habitantes.